# Ван Горп, Анри-Николя
Анри-Николя Ван Горп или Вангорп (1758, Париж — 17 августа 1820[…], Бомон-сюр-Уаз) — французский художник и акварелист, специализировавшийся на жанровой живопись.

## Биография
В июне 1773 года поступил в Королевскую академии. Будучи протеже Этьенна Жора, он провёл там десять лет в качестве пенсионера (выпускника, получавшего денежное пособие (пенсион) для дополнительного совершенствования мастерства, аналог современного гранта), и стал учеником или сокурсником Луи-Леопольда Буальи. Их работы часто путают; Поль Мармоттан даже характеризовал Ван Горпа как имитатора Буальи .
Выставлялся в парижском салоне с 1796 по 1819 год. Во времена Директории жил на улице Маренго (тогда известной как улица Кок-Сент-Оноре). Затем он переехал в дом поблизости и в течение нескольких лет, по крайней мере до 1802 года, проживал по адресу Сент-Оноре, № 203.
Особенно ценится как портретист. Его жанровые сцены часто повторялись в гравюрах.
Одно время был изготовителем гуаши.
К концу своей жизни владел резиденцией в Бомон-сюр-Уаз.

## Галерея

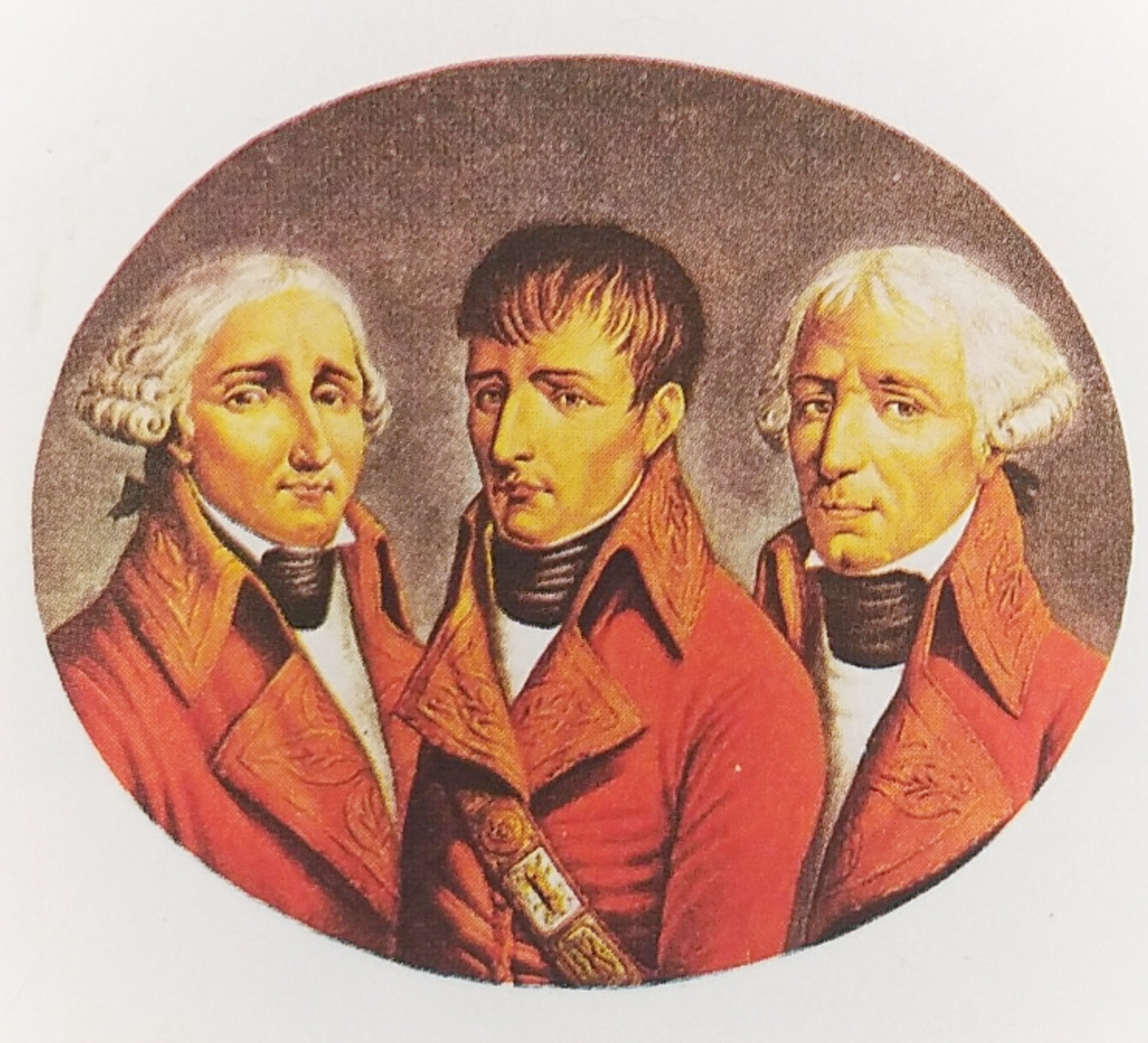
Три консула (Камбасерес, Наполеон и Лебрен в 1799 году)
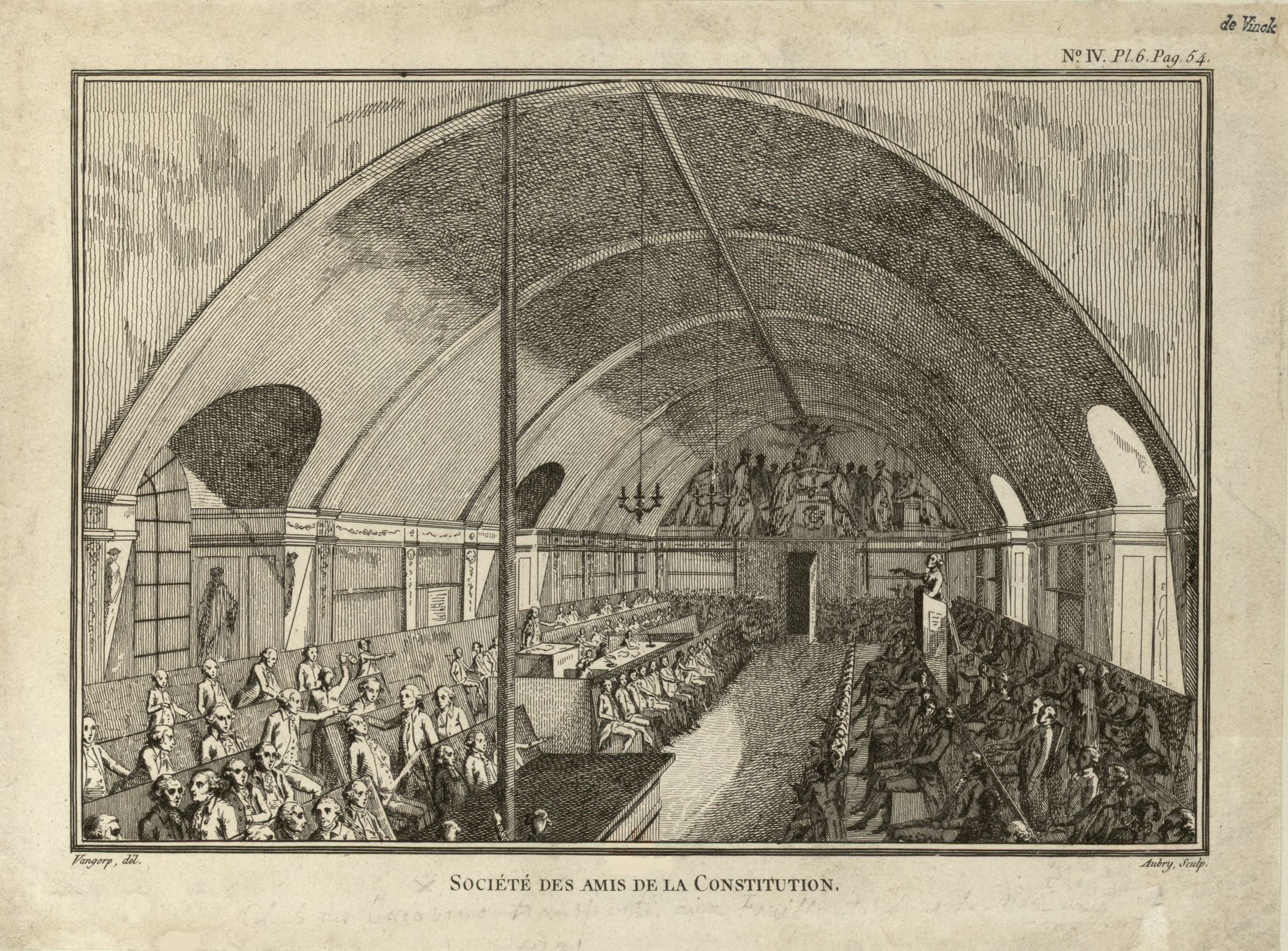
Заседание якобинского клуба в библиотечном зале монастыря св. Якова (1791)
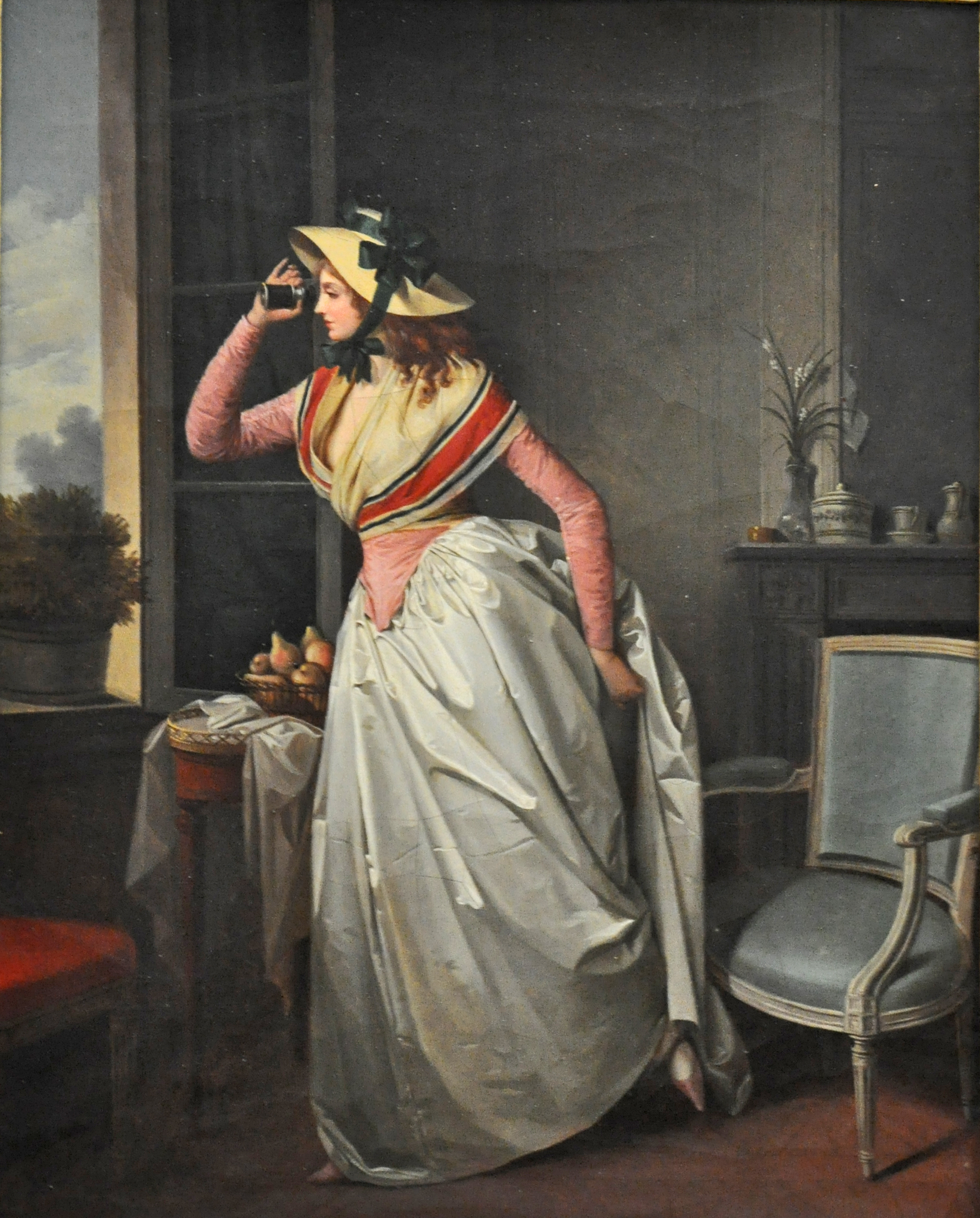
Подглядывающая девушка
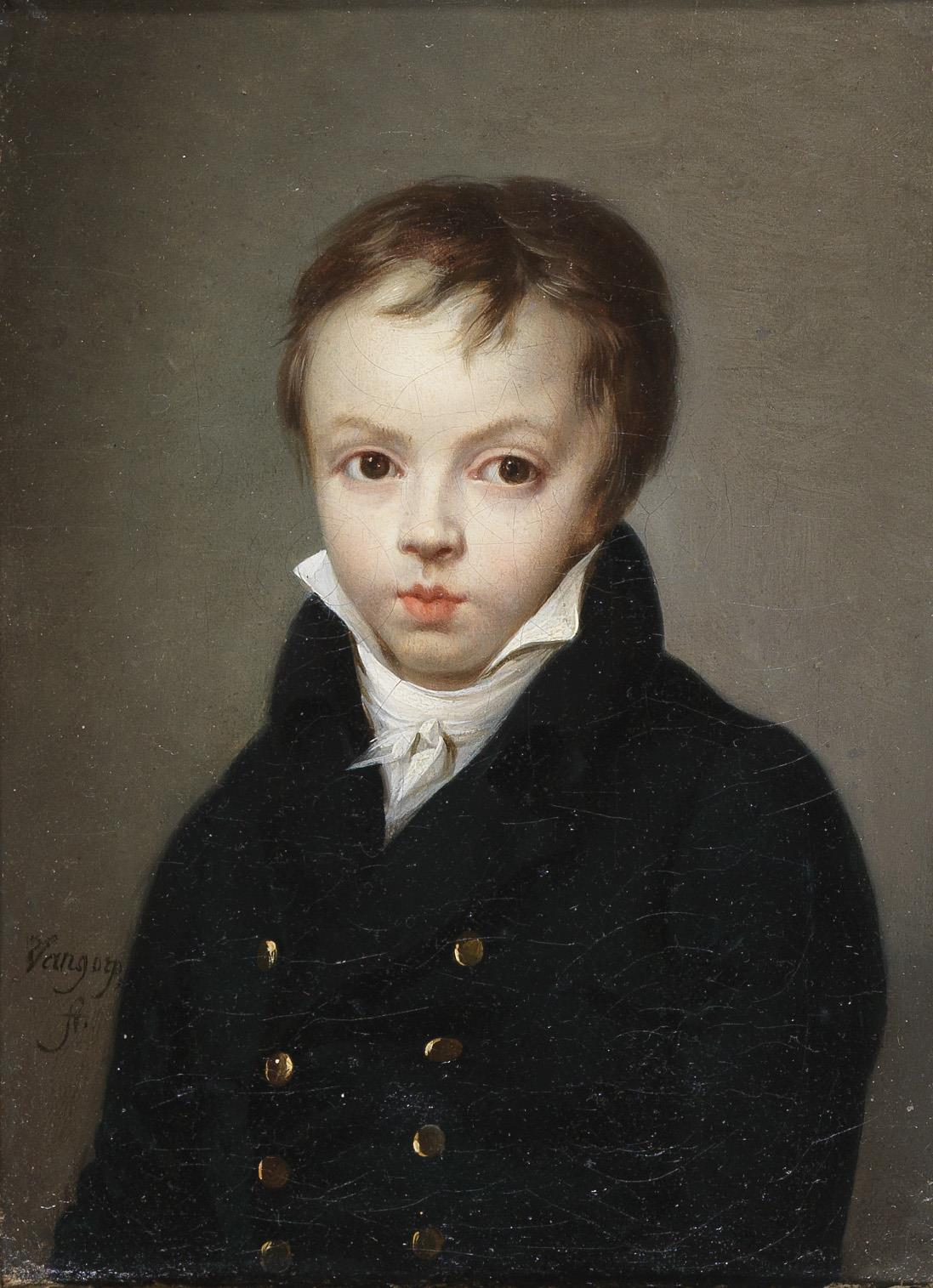
Портрет мальчика